# Hani Furstenberg
Hani Furstenberg (hebräisch חני פירסטנברג, * 14. September 1979 in Israel) ist eine israelisch-US-amerikanische Schauspielerin.

## Leben und Karriere
Hani Furstenberg wurde 1979 als Tochter eines Produzenten und einer Schauspielerin und Sängerin in Israel geboren. Im Alter von sechs Wochen zog sie mit ihrer Familie nach New York City. 16 Jahre später kehrte ihre Familie nach Israel zurück. Dreiundzwanzigjährig ging sie für ein Schauspielstudium erneut nach New York. Nach weiteren zwei Jahren in Los Angeles ging sie erneut nach Israel. Ihr Debüt vor der Kamera gibt Hani Furstenberg 2000 als Lilach in der Fernsehserie Ha-Burganim, die sie in Israel populär machte. Im deutschsprachigen Raum wurde sie durch ihr Mitwirken im Spielfilm Yossi & Jagger aus dem Jahr 2002 und ihre Hauptrolle in dem Filmdrama The Loneliest Planet aus dem Jahr 2011 bekannt. 2018 übernahm sie die weibliche Hauptrolle der Hanna im Horrorfilm Golem – Wiedergeburt.
2014 hatte sie ihr Broadway-Debüt in der Rolle von Fräulein Kost im Musical Cabaret.
Hani Furstenberg ist verheiratet und lebt mit ihrem Mann und ihrer Tochter in New York City.

## Filmografie (Auswahl)
- 2000: Ha-Burganim (Fernsehserie)
- 2001: Ras Pina
- 2002: Yossi & Jagger – Eine Liebe in Gefahr (Yossi & Jagger)
- 2004: Medurat Hashevet
- 2005: CSI – Den Tätern auf der Spur (Fernsehserie, Episodenrolle)
- 2008: Halakeh
- 2011: The Loneliest Planet
- 2012: Law & Order (Fernsehserie, Episodenrolle)
- 2013: Makimi (Fernsehserie)
- 2018: Americans Gods[7]
- 2018: Golem – Wiedergeburt (The Golem)

## Auszeichnungen
- 2004: Award of the Israeli Film Academy als Beste Nebendarstellerin für Medurat Hashevet
- 2012: Las Palmas Film Festival für The Loneliest Planet